# 陶尔瑙圣米克洛什
陶尔瑙圣米克洛什（匈牙利語：Tarnaszentmiklós）是匈牙利赫维什州所辖的一个村。总面积35.00平方公里，总人口870，人口密度24.9人/平方公里（2011年1月1日）。